# Amaury Vassili
Amaury Vassili Chotard (Rouen, 8 giugno 1989) è un tenore francese.

## Biografia
l 27 gennaio 2011, France Télévisions ha annunciato che Amaury Vassili avrebbe rappresentato la Francia all'Eurovision Song Contest 2011 contando la canzone Sognu (Sogno), il cui testo erai in corso. Partito con i favori del pronostico, finisce solo quindicesimo in finale.
Nel 2012 ha inciso un album in italiano, intitolato Una parte di me.

## Discografia

### Album
- Vincero - 2009
- Canterò - 2010
- Una Parte Di Me - 2012
- Amaury Vassili chante Mike Brant - 2014

### Singoli
- Lucente Stella - 2009
- Mi Fa Morire Cantando - 2009
- Endless Love - 2010
- Sognu 2011